# Vidbir 2018
La terza edizione del Vidbir si è svolta dal 10 al 24 febbraio 2018, ed è stata organizzata dall'emittente radiotelevisiva ucraina UA:PBC in collaborazione con il canale televisivo STB per selezionare il rappresentante dell'Ucraina all'Eurovision Song Contest 2018 di Lisbona.
Il vincitore è stato Mélovin con Under the Ladder.

## Organizzazione
Dopo aver ospitato l'Eurovision Song Contest 2017 a Kiev, il 23 agosto 2017 l'emittente ucraina Nacional'na Suspil'na Teleradiokompanija Ukraïny (UA:PBC) ha confermato la partecipazione del paese all'edizione 2018 del concorso canoro.
Il 5 ottobre 2017 è stato confermato nuovamente l'utilizzo del Vidbir, in collaborazione con la rete televisiva privata STB, per selezionare il proprio rappresentante. Il 10 ottobre l'emittente ha aperto la possibilità agli aspiranti partecipanti di inviare i propri brani entro il 15 gennaio successivo.
La competizione si è tenuta in tre serate: le prime due sono dedicate alle semifinali da 9 partecipanti ciascuna il 10 e 17 febbraio 2018, e la finale il successivo 24 febbraio, ove ha visto i 6 finalisti sfidarsi per la possibilità di rappresentare l'Ucraina all'Eurovision Song Contest 2018. I risultati sono stati decretati da una combinazione di voto della giuria e televoto.

### Giuria
La giuria è stata composta da:
- Andriy Danylko, cantante e rappresentante dell'Ucraina all'Eurovision Song Contest 2007
- Jamala, cantante e vincitrice dell'Eurovision Song Contest 2016
- Jevhen Filatov, cantante, produttore discografico e manager di Onuka

## Partecipanti
Una giuria presieduta dal direttore artistico del concorso Ruslan Kvinta ha selezionato i 18 partecipanti fra le proposte ricevute, che sono stati annunciati il 16 gennaio 2018.
| Artista         | Titolo               | Lingua                   | Compositori                                                                     |
| --------------- | -------------------- | ------------------------ | ------------------------------------------------------------------------------- |
| Constantine     | Misto                | Ucraino                  | Kostjantyn Dmytrijev, Uljana Kušyk                                              |
| Dilemma         | Na Party             | Ucraino                  | Jevhen Bardačenko, Nazarij Herasymčuk                                           |
| Illarija        | Syla                 | Inglese, ucraino         | Kateryna Pryščepa                                                               |
| Inhret          | Save My Planet       | Inglese                  | Inhret Kostenko, Oleksij Potapenko                                              |
| Julinoza        | Chto ja?             | Inglese, ucraino         | Julija Zaporožec'                                                               |
| Kadnay          | Beat of the Universe | Inglese                  | Dmytro Kadnaj, Filipp Koljadenko                                                |
| Kazka           | Dyva                 | Ucraino                  | Serhij Jermolajev, Andrij Ihnatčenko, Serhij Lokšynv                            |
| Kozak System    | Mamaj                | Inglese                  | Mykola Brovčenko                                                                |
| Laud            | Waiting              | Inglese                  | Vladyslav Karaščuk, Roman Čerenoj, Kateryna Rohova                              |
| Mélovin         | Under the Ladder     | Inglese                  | Mike Ryals, Kostjantyn Bočarov, Anton Kars'kij                                  |
| Mountain Breeze | I See You            | Inglese                  | Oleksandr Biljak                                                                |
| Pur:Pur         | Fire                 | Inglese                  | Natalija Smirina                                                                |
| Serhij Babkin   | Kriz' tvoї oči       | Ucraino                  | Serhij Babkin, Jevhen Filatov, Juchym Čupakin, Anton Malyšev                    |
| Tayanna         | Lelja                | Ucraino                  | Tetjana Rešetnjak                                                               |
| The Erised      | Heroes               | Inglese                  | Sonja Suchorukova, Danylo Marin, Ihor Kyrylenko, Oleksandr Ljuljakin, Zak Ferum |
| The Vjo         | Nga-Nga              | Ucraino, inglese, yoruba | Myroslav Kuvaldin                                                               |
| Vilna           | Forest Song          | Inglese                  | Iryna Vasylenko, Jurij Bodolažs'kyj, Mykyta Reva                                |
| Yurcash         | Stop Killing Love    | Inglese, ucraino         | Jurij Nečystjak                                                                 |

## Semifinali
Le semifinali si sono svolte in due serate, il 10 e il 17 febbraio 2018, e ha visto competere 9 partecipanti ciascuna per i tre posti per puntata destinati alla finale. La divisione delle semifinali è stata resa nota il 19 gennaio 2018, in un sorteggio presentato da Ruslan Kvinta. Il voto combinato del voto della giuria e televoto ha determinato i sei finalisti.

### Prima semifinale
La prima semifinale si è tenuta il 10 febbraio 2018 presso il Palazzo della Cultura "KPI" di Kiev.
Mikolas Josef, rappresentante della Repubblica Ceca all'Eurovision Song Contest 2018, si è esibito come ospite durante la serata con il brano Lie to Me.
| # | Artista       | Titolo         | Punteggio | Punteggio | Punteggio | Punteggio | Posizione |
| # | Artista       | Titolo         | Giuria    | Televoto  | Televoto  | Totale    | Posizione |
| - | ------------- | -------------- | --------- | --------- | --------- | --------- | --------- |
| 1 | Constantine   | Misto          | 7         | 5,05%     | 2         | 9         | 7         |
| 2 | Serhij Babkin | Kriz' tvoї oči | 8         | 8,99%     | 4         | 12        | 5         |
| 3 | Laud          | Waiting        | 9         | 14,84%    | 7         | 16        | 1         |
| 4 | Kazka         | Dyva           | 4         | 11,42%    | 5         | 9         | 6         |
| 5 | The Vjo       | Nga-Nga        | 2         | 4,35%     | 1         | 3         | 9         |
| 6 | Kozak System  | Mamaj          | 1         | 8,30%     | 3         | 4         | 8         |
| 7 | Vilna         | Forest Song    | 3         | 17,66%    | 9         | 12        | 3         |
| 8 | Pur:Pur       | Fire           | 6         | 11,91%    | 6         | 12        | 4         |
| 9 | The Erised    | Heroes         | 5         | 17,49%    | 8         | 13        | 2         |

### Seconda semifinale
La seconda semifinale si è tenuta il 10 febbraio 2018 presso il Palazzo della Cultura "KPI" di Kiev.
I Madame Monsieur, rappresentanti della Repubblica Ceca all'Eurovision Song Contest 2018, si sono esibiti come ospiti durante la serata con il brano Mercy.
| # | Artista         | Titolo               | Punteggio | Punteggio | Punteggio | Punteggio | Posizione |
| # | Artista         | Titolo               | Giuria    | Televoto  | Televoto  | Totale    | Posizione |
| - | --------------- | -------------------- | --------- | --------- | --------- | --------- | --------- |
| 1 | Inhret          | Save My Planet       | 2         | 6,96%     | 3         | 5         | 7         |
| 2 | Mélovin         | Under the Ladder     | 8         | 25,49%    | 9         | 17        | 1         |
| 3 | Julinoza        | Chto ja?             | 4         | 4,70%     | 1         | 5         | 8         |
| 4 | Tayanna         | Lelja                | 9         | 13,23%    | 7         | 16        | 2         |
| 5 | Kadnay          | Beat of the Universe | 7         | 15,40%    | 8         | 15        | 3         |
| 6 | Yurcash         | Stop Killing Love    | 3         | 9,29%     | 5         | 8         | 6         |
| 7 | Mountain Breeze | I See You            | 6         | 10,69%    | 6         | 12        | 4         |
| 8 | Illarija        | Syla                 | 5         | 7,48%     | 4         | 9         | 5         |
| 9 | Dilemma         | Na Party             | 1         | 6,47%     | 2         | 3         | 9         |

## Finale
La finale si è tenuta il 24 febbraio 2018 presso il Palazzo della Cultura "KPI" di Kiev.
Jamala, vincitrice dell'Eurovision Song Contest 2016, si è esibita come ospite durante la serata con il brano Kryla.
| # | Artista    | Titolo               | Punteggio | Punteggio | Punteggio | Punteggio | Posizione |
| # | Artista    | Titolo               | Giuria    | Televoto  | Televoto  | Totale    | Posizione |
| - | ---------- | -------------------- | --------- | --------- | --------- | --------- | --------- |
| 1 | Kadnay     | Beat of the Universe | 3         | 18,61%    | 5         | 8         | 3         |
| 2 | Tayanna    | Lelja                | 6         | 16,62%    | 4         | 10        | 2         |
| 3 | The Erised | Heroes               | 2         | 6,48%     | 1         | 3         | 6         |
| 4 | Laud       | Waiting              | 4         | 11,56%    | 2         | 6         | 4         |
| 5 | Vilna      | Forest Song          | 1         | 12,92%    | 3         | 4         | 5         |
| 6 | Mélovin    | Under the Ladder     | 5         | 33,81%    | 6         | 11        | 1         |